# Daczó Lukács Árpád
Daczó Lukács Árpád született Daczó Árpád (Déda, 1921. július 27. – Dés, 2018. október 16.) ferences szerzetes, plébános, néprajzkutató.

## Élete
A gimnáziumot 1932-ben Szászrégenben kezdte. 1936-ban mint fűrésztelepi munkás helyezkedett el, majd 1937-ben folytatta a gimnáziumot. 1940. augusztus 27-én belépett a ferences rendbe. Medgyesen volt novícius, a teológiát Vajdahunyadon végezte. 1945. február 25-én tett ünnepélyes fogadalmat,  és 1946. május 19-én pappá szentelték. Marosvásárhelyen volt hittanár, valamint a harmadrend, a Kiskordások és a Szent Kereszt Szövetség igazgatója. 

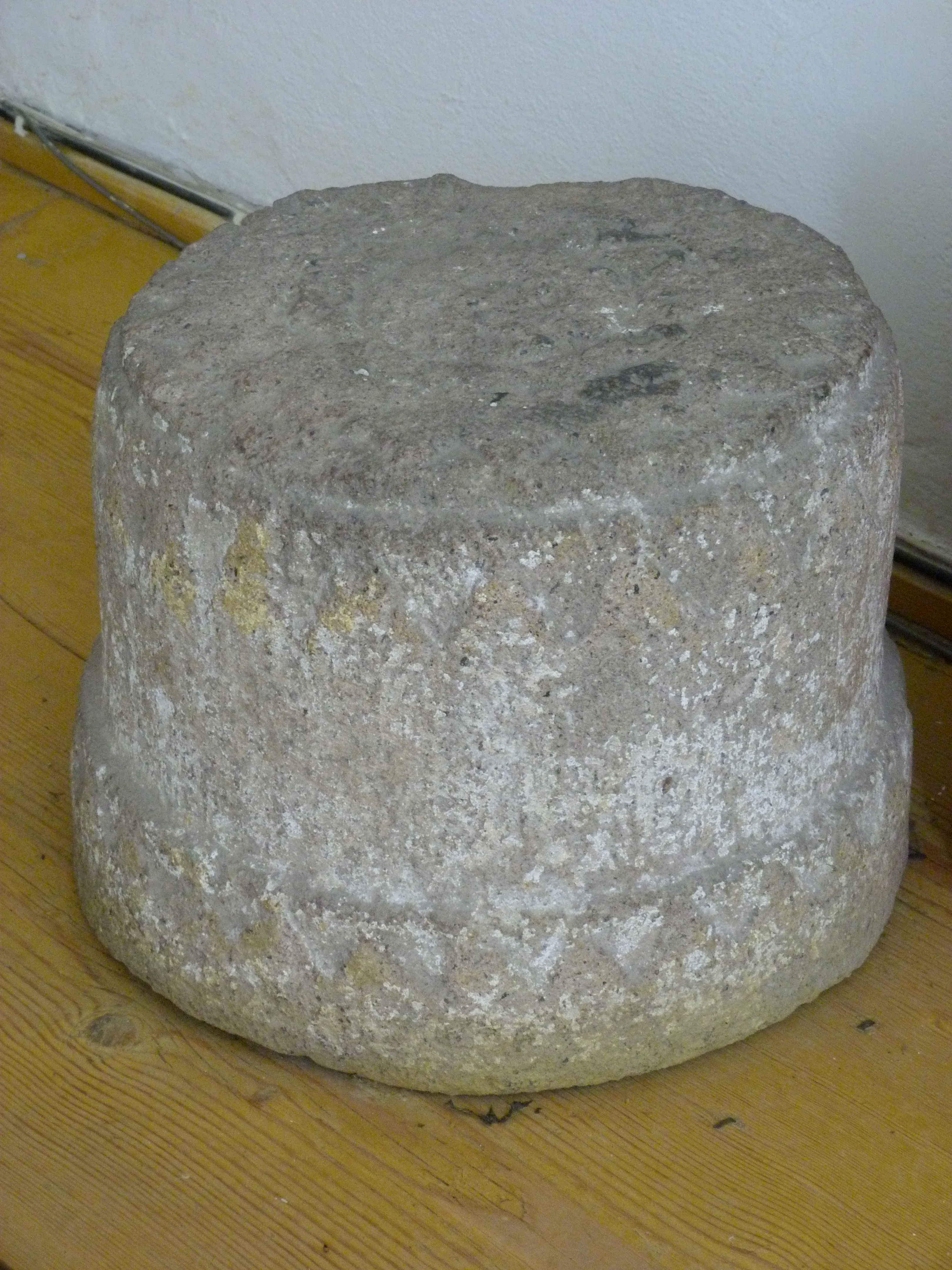
Napkő

1948 decemberében és 1949. júliusától szeptember 29-éig megfélemlítési céllal letartóztatásban volt. 1951. augusztus 20-án pedig rendtársaival együtt Máriaradnára hurcolták. 1952-től Esztelneken volt kényszerlakhelyes. Orvos híján gyógyította Esztelnek, Kurtapatak és Kézdialmás betegeit. 1957-ben a csíksomlyói kegytemplom igazgatójává nevezték ki. A templomot ő díszítette varrottasokkal, rakottas szőnyegekkel és felcsíki fekete kerámiával. 1969 és 1970 között a Kissomlyó-hegyen helyreállíttatta a stációs kereszteket. Tanulmányozta a Somlyó-hegyen talált úgynevezett napköveket, melyek szerinte bizonyítják, hogy  Csíksomlyó volt a Kárpát-medencében a napkultusz központja.1970-től Szentágota, 1973-tól Kostelek, 1978-tól Marosillye plébánosa. 1980-tól a marosvásárhelyi Szent Imre plébánián lett káplán, 1989-től pedig Fogarason házfőnök és plébános. Idős korában rendje dési kolostorában élt.
2012-ben a Kriza János Néprajzi Társaság Életmű-díjjal tüntette ki. 2015-ben Magyar Örökség díjban részesült.
2018. október 16-án elhunyt.

## Művei
- Még egyszer a folklóröntudatról. In: Művelődés. 1979, 6:35.
- A gyimesi Babba-Mária. In: Népismereti Dolgozatok. Bukarest, 1980. 231. o.
- A gyimesi Rekegő. Uo. 1981. 197. o.
- Készülünk a csíksomlyói búcsúra. 1-5. rész. In: Vasárnap. 1990. IV. 22-VI. 3.
- Népi vallásosság a Kárpát-medencében. Veszprém, 1991 (in: Népünk hitvilága, vallásos élete)
- Népünk hitvilága. Elmélkedés és előadás az 1991 évi májusi rekollekciós napokon, amit a Gyulafehérvári Érseki Egyházmegye papsága részére tartott P. Daczó Árpád Lukács O.F.M. fogarasi plébános; s.n., Fogaras, 1992
- Csíksomlyó titka. Mária-tisztelet a néphagyományban. Csíkszereda, 2000
- Hosszú utak megszomorodának. Archaikus népi imádságok, ráolvasók, szentes énekek Erdélyből és Moldvából. Budapest, 2003
- Csíksomlyó ragyogása Csíkszereda, 2010